# Фрид, Берт
Берт Фрид (англ. Bert Freed); имя при рождении Бертрам Фрид (англ.  Bertram Freed; 3 ноября 1919 — 2 августа 1994) — американский характерный актёр театра, кино и телевидения 1940—1980-х годов.
За годы своей карьеры Фрид сыграл роли второго плана в 48 фильмах, среди которых «Бумеранг!» (1947), «Вертикальный взлёт» (1949), «Там, где кончается тротуар» (1950), «Выхода нет» (1950), «Детективная история» (1951), «Часы отчаяния» (1955), «Тропы славы» (1957), «Что случилось с Бэби Джейн?» (1962), «Невада Смит» (1966) и «Вздёрни их повыше» (1968).
В 1950—1980-е годы Фрид много работал на телевидении. В частности, он был первым актёром, который исполнил роль детектива Коломбо (в эпизоде «Верёвки достаточно» (1960) телеантологии «Детективное шоу Chevy»). В 1966 году Фрид играл постоянную роль в вестерн-сериале «Шейн» (16 эпизодов).

## Ранние годы и начало карьеры
Берт Фрид родился 3 ноября 1919 года в Бронксе, Нью-Йорк, США. Получив степень бакалавра театрального искусства в Университете штата Пенсильвания, Фрид начал актёрскую карьеру в Нью-Йорке.

## Театральная карьера
В 1942 году Фрид дебютировал на Бродвее в спектаклях «Джонни 2 х 4» (1942) и «Готовься к бою» (1942—1943), за которыми последовали роли в постановках «Контратака» (1943), «Прикосновение Венеры» (1943—1945), «Люби или уйди» (1944), «Огненное клеймо Флоренции» (1945). «За день до весны» (1945—1946). «Радость миру» (1948), «Энни, доставай оружие» (1946—1949). После почти десятилетнего перерыва Фрид свернулся на Бродвей, сыграв в спектаклях «Романофф и Джульетта» (1957—1958) и «Канатоходцы» (1957—1958).

## Карьера в кинематографе
В конце 1940-х годов Фрид перешёл в кино, где стал играть регулярно на протяжении 1950-х годов (в дополнение к выступлениям на телевидении). Его дебют в кино состоялся в мюзикле Эдгара Ульмера «Карнеги-холл» (1947), где он сыграл эпизодическую роль грузчика. В том же году Фрид сыграл эпизодическую роль мужчины в толпе у здания суда в судебном фильме нуар Элии Казана «Бумеранг!» (1947). В 1949 году он сыграл эпизодическую роль офицера в военной драме с Грегори Пеком «Вертикальный взлёт» (1949).
В 1950 году в фильме нуар Отто Премингера «Там, где кончается тротуар» (1950) Фрид получил роль сержанта полиции Нью-Йорка. В том же году (без указания в титрах) актёр исполнил роль расистски настроенного владельца клуба, который направляет своих сторонников громить негритянский квартал, в фильме нуар Джозефа Манкевича «Выхода нет» (1950). Он был обвинителем в фильме нуар об итальянской мафии в Нью-Йорке «Чёрная рука» (1950), а также появился в небольшой роли одного из главарей преступного синдиката в фильме нуар «711 Оушен Драйв» (1950) с Эдмондом О’Брайеном в главной роли. Кроме того, Фрид «первоклассно сыграл гангстера в комедии „Ма и Па Кеттл едут в город“ (1950)».
В 1951 году в фильме нуар Уильяма Уайлера «Детективная история» (1951), действие которого разворачивается в полицейском участке, Фрид сыграл одного из детективов. У него также были роли морского пехотинца в военном экшне Льюиса Майлстоуна с Ричардом Уидмарком «Дворцы Монтесумы» (1951) и армейского сержанта в вестерне с Аланом Лэддом «Красная гора» (1951). Год спустя помимо небольшой роли американского солдата в драме с Грегори Пеком «Снега Килиманджаро» (1952) Фрид сыграл также члена шпионской банды в триллере «Атомный город» (1952) и офицера по иммиграции в комедии «Всё может случиться» (1952). Ещё год спустя Фрид был шефом полиции в фантастическом хорроре «Захватчики с Марса» (1953), а также сержантом в военной драме Ричарда Брукса «Взять высоту» (1953) и главарём коммунистической шпионской группы в триллере «Инцидент в Танжере» (1953). Фрид сыграл армейского лейтенанта в военной драме с Вэном Джонсоном «Мужчины сражающейся леди» (1954) и бригадира в романтической комедии с Люсиль Болл «Длинный, длинный трейлер» (1954).
В 1955 году в фильме нуар Уайлера с Хамфри Богартом в главной роли «Часы отчаяния» (1955) Фрид был помощником шерифа, а в мелодраме Винсента Миннелли с Уидмарком «Паутина» (1955) сыграл художника. В 1956 году Фрид сыграл роль второго плана в своём единственном фильме, социальной драме «Переполненный рай» (1956), на следующий год предстал в образе сержанта французской армии в военной драме Стенли Кубрика с Кирком Дугласом «Тропы славы» (1957). Эту роль многие историки кино считают одной из лучших киноработ Фрида. До конца 1950-х годов он появился также в роли второго плана в мелодраме с Ким Стэнли «Богиня» (1958) и как лейтенант полиции в комедийном триллере с Гленном Фордом «Садовая беседка» (1959).
В 1960—1963 годах Фрид сыграл в четырёх фильмах, среди которых криминальная драма «Почему я должна умереть?» (1960) с Терри Мур, психологический триллер Роберта Олдрича «Что случилось с Бэби Джейн?» (1962) с Бетт Дейвис и Джоан Кроуфорд в главных ролях, где у Фрида была роль театрального продюсера, а также криминальная драма с Ричардом Чемберленом «Сумерки чести» (1963), где Фрид был шерифом.
В 1964 году у Фрида было три картины, включая вестерн с Юлом Бриннером «Робота для стрелка» (1964), где он был шерифом, а также детективные триллеры «Судьба-охотник» (1964) с Гленном Фордом. и «Шоковая терапия» (1964). После годичного перерыва Фрид появился в роли второго плана в вестерне со Стивом Маккуином «Невада Смит» (1966), а также сыграл капитана полиции в комедии с Энн-Маргарет «Свингер» (1966) и лейтенанта полиции в детективном боевике с Джорджем Пеппардом «Пи Джей» (1967). В 1968 году Фрид появился в трёх фильмах — он был палачом в вестерне с Клинтом Иствудом «Вздерни их повыше» (1968), шефом детективов в полицейском боевике с Генри Фондой «Миллионы Мадигана» (1968) и исполнил памятную роль оторванного от жизни отца главного героя, бунтаря и рок-музыканта (Кристофер Джонс), становящегося президентом, в сатирической комедии «Дикарь на улицах» (1968).
В 1970 году Фрид появился в вестерн-комедии с Кирком Дугласом «Жил-был обманщик» (1970), где у него была памятная роль тюремного охранника-гомосексуалиста, а год спустя сыграл коррумпированного главу города в боевике «Билли Джек» (1971), а также врача в биографическом экшне о мотогонщике с Джорджем Хэмилтоном «Злой Нивел» (1971). Во второй половине 1970-х годов Фрид предстал в образе мэра в комедии «Любовь и ночной автосервис» (1977) и хозяина фабрики в фильме ужасов «Барракуда» (1978), а также врача в фильме ужасов «До смерти» (1978). В своём последнем фильме, профсоюзной драме «Норма Рэй» (1979) с Сэлли Филд в заглавной роли Фрид сыграл небольшую роль профсоюзного босса.

## Карьера на телевидении
С 1949 года Фрид стал работать на телевидении, где вплоть до своего выхода на пенсию сыграл в 199 эпизодах 135 различных сериалов.
У него, в частности, были роли в таких популярных сериалах, как «Первая студия» (1954—1956, 5 эпизодов), «Час „Юнайтед Стейтс Стил“» (1955, 3 эпизода), «Современные романы» (1955, 5 эпизодов), «Ларами» (1959), «Натянутый канат» (1959), «Речная лодка» (1959), «Миллионер» (1959), «Стрелок» (1959—1961, 2 эпизода), «Дымок из ствола» (1959—1965, 2 эпизода), «Неприкасаемые» (1960), «Сансет-стрип, 77» (1960), «Питер Ганн» (1960), «Альфред Хичкок представляет» (1960—1961, 2 эпизода), «Перри Мейсон» (1960—1964, 4 эпизода), «Бонанза» (1960—1968, 2 эпизода), «Король бриллиантов» (1961, 2 эпизода), «Приключения в раю» (1962), «Бен Кейси» (1963—1964, 2 эпизода), «Виргинец» (1963—1971, 3 эпизода), «За гранью возможного» (1964), «Семейка монстров» (1965), «Напряги извилины» (1966), «Большая долина» (1966—1968, 4 эпизода), «Айронсайд» (1967, 2 эпизода), «Менникс» (1969), «Миссия невыполнима» (1969—1972, 2 эпизода), «Лесси» (1971), «Кеннон» (1972—1976, 2 эпизода), «Полицейская история» (1974), «Макмиллан и жена» (1975) и «Улицы Сан-Франциско» (1976—1977, 2 эпизода).
Будучи занятым телевизионным актёром, Фрид на протяжении всей карьеры играл исключительно гостевые роли. Единственный еженедельный телесериал, в котором он согласился сниматься в постоянной роли был, вестерн-сериал «Шейн» (1966), где в 16 эпизодах он сыграл владельца ранчо Руфа Райкера.
Фрид был первым актёром, который воплотил на экране образ лейтенанта Коломбо в эпизоде «Верёвки достаточно» (1960) телеантологии «Детективное шоу Chevy» в 1960 году. Это произошло за восемь лет до появления популярного телесериала «Коломбо» с Питером Фальком в заглавной роли.

## Актёрское амплуа и оценка творчества
За свою сорокалетнюю актёрскую карьеру Фрид сыграл в нескольких театральных постановках, примерно в 75 фильмах и более чем в 200 телевизионных программах.
Чаще всего он играл крутых копов — иногда жуликоватых, иногда расистских, иногда жестоких, иногда в нём сочетались все три эти качества — и многочисленных крутых солдат, но, когда требовалось, он мог сыграть веселого семейного патриарха. В своих первых фильмах Фрид чаще всего снимался в ролях детективов из большого города или шерифов из маленького городка. В 1950—1960-е годы создавалось впечатление, что «каждый раз, когда вы оборачивались, перед вами был Берт Фрид в роли детектива, гангстера, шерифа или жадного бизнесмена из маленького городка», а поклонники научной фантастики запомнят его как начальника полиции, захваченного марсианами, в классическом фильме «Захватчики с Марса» (1953). На телевидении в то или иное время Фрид появился практически в каждом полицейском и детективном сериале.

## Общественная деятельность
С 1969 по 1989 год Фрид был членом правления Гильдии киноактёров, а в 1975—1977 годах был её первым вице-президентом, возглавляя пенсионные и медицинские программы, а также комитет пожилых актёров. В 1971 и 1977 годах он баллотировался на пост президента Гильдии, но проиграл выборы. В 1992 году он был удостоен специальной премии Ральфа Моргана за заслуги перед гильдией.
Кроме того, в течение многих лет Берт Фрид был членом Комитета по иностранным фильмам Академии кинематографических искусств и наук.

## Личная жизнь
С 1956 вплоть до своей смерти в 1994 году Берт Фрид был женат на Нэнси Ли Вёртцбергер (англ.  Nancy Lee Wurzberger), у пары было двое детей.
После ухода из актёрской профессии в 1981 году Фрид жил в Лос-Анджелесе.

## Смерть
Берт Фрид скончался от сердечного приступа 2 августа 1994 года во время рыбалки с сыном в Уэст-Сечелте недалеко от Ванкувера, Британская Колумбия, Канада. Ему было 74 года.
У Фрида остались жена Нэнси Ли, с которой он прожил 37 лет, сын Карл, дочь Дженнифер, пасынок Эндрю Саттон и двое внуков.

## Фильмография
| Год       |    | Русское название                          | Оригинальное название                                         | Роль                                                    |
| --------- | -- | ----------------------------------------- | ------------------------------------------------------------- | ------------------------------------------------------- |
| 1947      | ф  | Бумеранг!                                 | Boomerang!                                                    | человек в толпе перед зданием суда (в титрах не указан) |
| 1947      | ф  | Карнеги Холл                              | Carnegie Hall                                                 | водитель грузовика (в титрах не указан)                 |
| 1949      | ф  | Вертикальный взлет                        | Twelve O'Clock High                                           | офицер в баре (в титрах не указан)                      |
| 1949      | с  | Театральный час «Форда»                   | The Ford Theatre Hour                                         | Тедди Брюстер (1 эпизод)                                |
| 1950      | ф  | Чёрная рука                               | Black Hand                                                    | обвинитель                                              |
| 1950      | ф  | Ключ от города                            | Key to the City                                               | муж Эмми                                                |
| 1950      | ф  | Ма и Па Кеттл едут в город                | Ma and Pa Kettle Go to Town                                   | Датч, третий подручный из Нью-Йорка                     |
| 1950      | ф  | Там, где кончается тротуар                | Where the Sidewalk Ends                                       | детектив Пол Клейн                                      |
| 1950      | ф  | 711 Оушен Драйв                           | 711 Ocean Drive                                               | Стив Маршак (в титрах не указан)                        |
| 1950      | ф  | Выхода нет                                | No Way Out                                                    | Рокки Миллер (в титрах не указан)                       |
| 1950      | с  | Звёзды над Голливудом                     | Stars Over Hollywood                                          | ГРейди Эверетт (1 эпизод)                               |
| 1951      | ф  | Ей компания                               | The Company She Keeps                                         | Смитти                                                  |
| 1951      | ф  | Дворцы Монтесумы                          | Halls of Montezuma                                            | Слэттери                                                |
| 1951      | ф  | Детективная история                       | Detective Story                                               | детектив Дакис                                          |
| 1951      | ф  | Красная гора                              | Red Mountain                                                  | сержант Рендалл                                         |
| 1951      | с  | Голливудская премьера                     | Hollywood Opening Night                                       | (1 эпизод)                                              |
| 1951      | с  | Театр Gruen Guild                         | Gruen Guild Playhouse                                         | (1 эпизод)                                              |
| 1952      | ф  | Атомный город                             | The Atomic City                                               | Эмиль Джейблонс                                         |
| 1952      | ф  | Всё может случиться                       | Anything Can Happen                                           | чиновник по делам иммиграции (в титрах не указан)       |
| 1952      | ф  | Снега Килиманджаро                        | The Snows of Kilimanjaro                                      | американский солдат (в титрах не указан)                |
| 1953      | ф  | Взять высоту                              | Take the High Ground!                                         | сержант Винс Опперман                                   |
| 1953      | ф  | Инцидент в Танжире                        | Tangier Incident                                              | Козад                                                   |
| 1953      | ф  | Захватчики с Марса                        | Invaders from Mars                                            | шеф полиции А. С. Барроуз (в титрах не указан)          |
| 1954      | ф  | Длинный, длинный трейлер                  | The Long, Long Trailer                                        | бригадир                                                |
| 1954      | ф  | Мужчины сражающейся леди                  | Men of the Fighting Lady                                      | лейтенант Эндрю Шимански                                |
| 1954      | с  | Телевизионный театр Goodyear              | Goodyear Television Playhouse                                 | (1 эпизод)                                              |
| 1954      | с  | Центральная сцена                         | Center Stage                                                  | (1 эпизод)                                              |
| 1954—1956 | с  | Первая студия                             | Studio One                                                    | разные роли (5 эпизодов)                                |
| 1955      | ф  | Паутина                                   | The Cobweb                                                    | Эйб Ирвин                                               |
| 1955      | ф  | Часы отчаяния                             | The Desperate Hours                                           | Том Уинстон                                             |
| 1955      | с  | Продюсерская витрина                      | Producers' Showcase                                           | солдат (1 эпизод)                                       |
| 1955      | с  | Правосудие                                | Justice                                                       | (1 эпизод)                                              |
| 1955      | с  | Час «Юнайтед Стейтс Стил»                 | The United States Steel Hour                                  | разные роли (3 эпизода)                                 |
| 1955      | с  | Телевизионный театр «Крафта»              | Kraft Television Theatre                                      | (3 эпизода)                                             |
| 1955      | с  | Телевизионный театр «Филко»               | The Philco Television Playhouse                               | (2 эпизода)                                             |
| 1955—1959 | с  | Театр «Армстронга»                        | Armstrong Circle Theatre                                      | разные роли (4 эпизода)                                 |
| 1956      | ф  | Переполненный рай                         | Crowded Paradise                                              |                                                         |
| 1956      | ф  | Н.Л.О.: Истинная история летающих тарелок | Unidentified Flying Objects: The True Story of Flying Saucers | Дейтон Кёрнел                                           |
| 1956      | с  | Голдберги                                 | The Goldbergs                                                 | мистер Акерсон (1 эпизод)                               |
| 1956      | с  | Современные романы                        | Modern Romances                                               | (5 эпизодов)                                            |
| 1956      | с  | Час «Алкоа»                               | The Alcoa Hour                                                | менеджер (1 эпизод)                                     |
| 1956      | с  | Час «Кайзер Алуминиум»                    | The Kaiser Aluminum Hour                                      | мистер Крендалл (1 эпизод)                              |
| 1957      | ф  | Тропы славы                               | Paths of Glory                                                | сержант Буланже                                         |
| 1957      | с  | Шоу Фила Силверса                         | The Phil Silvers Show                                         | второй детектив (1 эпизод)                              |
| 1957—1958 | с  | Правдивая история                         | True Story                                                    | Мейерс (2 эпизода)                                      |
| 1958      | ф  | Богиня                                    | The Goddess                                                   | Лестер Брэкман                                          |
| 1958      | с  | Театр 90                                  | Playhouse 90                                                  | разные роли (2 эпизода)                                 |
| 1958      | с  | Приманка                                  | Decoy                                                         | лейтенант Розенберг (1 эпизод)                          |
| 1958      | с  | Свидания                                  | Rendezvous                                                    | сторож (1 эпизод)                                       |
| 1959      | ф  | Садовая беседка                           | The Gazebo                                                    | лейтенант Джо Дженкинс                                  |
| 1959      | с  | Миллионер                                 | The Millionaire                                               | сержант Мэтью Броган (1 эпизод)                         |
| 1959      | с  | Стив Кэньон                               | Steve Canyon                                                  | капитан Данн (1 эпизод)                                 |
| 1959      | с  | Тонкий человек                            | The Thin Man                                                  | Чарли Хили (1 эпизод)                                   |
| 1959      | с  | Маршал США                                | U.S. Marshal                                                  | Галлардо (1 эпизод)                                     |
| 1959      | с  | Театр «Десилу – Вестингауз»               | Westinghouse Desilu Playhouse                                 | Мэллори (1 эпизод)                                      |
| 1959      | с  | Ларами                                    | Laramie                                                       | сержант Эйб Джордан (1 эпизод)                          |
| 1959      | с  | Речная лодка                              | Riverboat                                                     | Кестер (1 эпизод)                                       |
| 1959      | с  | Закон жителя равнин                       | Law of the Plainsman                                          | Бенсон (1 эпизод)                                       |
| 1959      | с  | Натянутый канат                           | Tightrope                                                     | Датч Риз (1 эпизод)                                     |
| 1959—1960 | с  | Джонни Стакатто                           | Johnny Staccato                                               | разные роли (3 эпизода)                                 |
| 1959—1961 | с  | Стрелок                                   | The Rifleman                                                  | разные роли (2 эпизода)                                 |
| 1959—1965 | с  | Дымок из ствола                           | Gunsmoke                                                      | разные роли (2 эпизода)                                 |
| 1960      | ф  | Подземные                                 | The Subterraneans                                             | бармен                                                  |
| 1960      | ф  | Почему я должна умереть?                  | Why Must I Die?                                               | Адлер                                                   |
| 1960      | с  | Детективное шоу Chevy                     | The Chevy Mystery Show                                        | лейтенант полиции Коломбо (1 эпизод)                    |
| 1960      | с  | Питер Ганн                                | Peter Gunn                                                    | Мэтт Полиска (1 эпизод)                                 |
| 1960      | с  | Ритмы Бурбон-стрит                        | Bourbon Street Beat                                           | Большой Том Ланца (1 эпизод)                            |
| 1960      | с  | Шоу «Дюпон» с Джун Эллисон                | The DuPont Show with June Allyson                             | лейтенант (1 эпизод)                                    |
| 1960      | с  | Маркэм                                    | Markham                                                       | Анджело Адамик (1 эпизод)                               |
| 1960      | с  | Время старта                              | Startime                                                      | Кувер (1 эпизод)                                        |
| 1960      | с  | Неприкасаемые                             | The Untouchables                                              | Гас Касетра (1 эпизод)                                  |
| 1960      | с  | Команда М                                 | M Squad                                                       | лейтенант полиции Шэннон (1 эпизод)                     |
| 1960      | с  | Детективы                                 | The Detectives                                                | Джо (1 эпизод)                                          |
| 1960      | с  | Сансет-Стрип, 77                          | 77 Sunset Strip                                               | Эмери Блейн (1 эпизод, в титрах не указан)              |
| 1960—1961 | с  | Альфред Хичкок представляет               | Alfred Hitchcock Presents                                     | разные роли (2 эпизода)                                 |
| 1960—1961 | с  | Театр «Дженерал Электрик»                 | General Electric Theater                                      | разные роли (2 эпизода)                                 |
| 1960—1964 | с  | Перри Мейсон                              | Perry Mason                                                   | разные роли (4 эпизода)                                 |
| 1960—1968 | с  | Бонанза                                   | Bonanza                                                       | разные роли (2 эпизода)                                 |
| 1961      | с  | Освободите место для папочки              | Make Room for Daddy                                           | мистер Эдди Райли (1 эпизод)                            |
| 1961      | с  | Вне закона                                | Outlaws                                                       | Большой Уолтер (1 эпизод)                               |
| 1961      | с  | Свидетель                                 | The Witness                                                   | Джордж Вейнберг (1 эпизод)                              |
| 1961      | с  | Случай опасного Робина                    | The Case of the Dangerous Robin                               | (1 эпизод)                                              |
| 1961      | с  | Король бриллиантов                        | King of Diamonds                                              | разные роли (2 эпизода)                                 |
| 1961      | с  | Цель: Коррупционеры                       | Target: The Corruptors                                        | (1 эпизод)                                              |
| 1961      | с  | Данте                                     | Dante                                                         | детектив сержант Рикард (1 эпизод)                      |
| 1961—1962 | с  | Шоу Дика Пауэлла                          | The Dick Powell Show                                          | разные роли (3 эпизода)                                 |
| 1962      | ф  | Что случилось с Бэби Джейн?               | What Ever Happened to Baby Jane?                              | Бен Голден                                              |
| 1962      | с  | Приключения в раю                         | Adventures in Paradise                                        | Майкл Даннора (1 эпизод)                                |
| 1962      | с  | Любовные увлечения Доби Гиллиса           | The Many Loves of Dobie Gillis                                | тренер Прендергаст (1 эпизод)                           |
| 1962      | с  | Сотня Кейна                               | Cain's Hundred                                                | Дейв Рид (1 эпизод)                                     |
| 1962—1965 | с  | Доктор Килдэр                             | Dr. Kildare                                                   | разные роли (2 эпизода)                                 |
| 1963      | ф  | Сумерки чести                             | Twilight of Honor                                             | шериф Бак Уилер                                         |
| 1963      | с  | Защитники                                 | The Defenders                                                 | начальник тюрьмы (1 эпизод)                             |
| 1963      | с  | Дакоты                                    | The Dakotas                                                   | Ллойд Митчелл (1 эпизод)                                |
| 1963      | с  | Бескрайняя страна                         | Wide Country                                                  | губернатор Лерой Мартин (1 эпизод)                      |
| 1963—1964 | с  | Бен Кейси                                 | Ben Casey                                                     | разные роли (2 эпизода)                                 |
| 1963—1971 | с  | Виргинец                                  | The Virginian                                                 | разные роли (3 эпизода)                                 |
| 1964      | ф  | Судьба-охотник                            | Fate Is the Hunter                                            | Диллон                                                  |
| 1964      | ф  | Работа для стрелка                        | Invitation to a Gunfighter                                    | шериф                                                   |
| 1964      | ф  | Шоковая терапия                           | Shock Treatment                                               | Фрэнк Джозефсон                                         |
| 1964      | с  | Люди Слэттери                             | Slattery's People                                             | Брэк (1 эпизод)                                         |
| 1964      | с  | Шоссе 66                                  | Route 66                                                      | капитан Уэст (1 эпизод)                                 |
| 1964      | с  | Медсестры                                 | The Nurses                                                    | детектив сержант Сэм Кромвелл (2 эпизода)               |
| 1964      | с  | Арест и судебное разбирательство          | Arrest and Trial                                              | сержант Грегсон (1 эпизод)                              |
| 1964      | с  | Боб Хоуп представляет                     | Bob Hope Presents the Chrysler Theatre                        | мистер С (1 эпизод)                                     |
| 1964      | с  | Мистер Новак                              | Mr. Novak                                                     | Лоример (1 эпизод)                                      |
| 1964      | с  | За гранью возможного                      | The Outer Limits                                              | Джо Хейден (1 эпизод)                                   |
| 1964      | с  | Карен                                     | Karen                                                         | мистер Фрэнсис (1 эпизод)                               |
| 1965      | с  | Станция Юбочкино                          | Petticoat Junction                                            | детектив Хортон (1 эпизод)                              |
| 1965      | с  | Семейка монстров                          | The Munsters                                                  | мистер Деннисон (1 эпизод)                              |
| 1965      | с  | В бою!                                    | Combat!                                                       | сержант Вебер (1 эпизод)                                |
| 1965      | с  | Одиночка                                  | The Loner                                                     | шериф Чарли Росс (1 эпизод)                             |
| 1965      | с  | Путешествие на дно океана                 | Voyage to the Bottom of the Sea                               | разные роли (2 эпизода)                                 |
| 1966      | ф  | Невада Смит                               | Nevada Smith                                                  | Куинс                                                   |
| 1966      | ф  | Свингер                                   | The Swinger                                                   | капитан полиции                                         |
| 1966      | с  | Шэйн                                      | Shane                                                         | Руф Райкер (16 эпизодов)                                |
| 1966      | с  | Напряги извилины                          | Get Smart                                                     | Бедефф (1 эпизод)                                       |
| 1966      | с  | Герои Хогана                              | Hogan's Heroes                                                | майор Бернсдорф(1 эпизод)                               |
| 1966      | с  | Человек по имени Шенандоа                 | A Man Called Shenandoah                                       | шериф Орин Уэйд (1 эпизод)                              |
| 1966      | с  | Шоу Люси                                  | The Lucy Show                                                 | Миллер (1 эпизод)                                       |
| 1966—1968 | с  | Большая долина                            | The Big Valley                                                | разные роли (4 эпизода)                                 |
| 1967      | ф  | Пи Джей                                   | P.J.                                                          | лейтенант полиции                                       |
| 1967      | тф | Плыть к славе                             | Sail to Glory                                                 | Хорас Грили                                             |
| 1967      | с  | Тарзан                                    | Tarzan                                                        | Боначчи (1 эпизод)                                      |
| 1967      | с  | Зелёный Шершень                           | The Green Hornet                                              | сержант полиции Берт Кларк (1 эпизод)                   |
| 1967      | с  | Стальной жеребец                          | Iron Horse                                                    | Берт Пембрук (1 эпизод)                                 |
| 1967      | с  | Айронсайд                                 | Ironside                                                      | разные роли (2 эпизода)                                 |
| 1967      | с  | Театр во время отпуска                    | Vacation Playhouse                                            | мистер Уокер (1 эпизод)                                 |
| 1967—1971 | с  | Интуиция                                  | Insight                                                       | разные роли (2 эпизода)                                 |
| 1968      | ф  | Вздёрни их повыше                         | Hang 'Em High                                                 | Шмидт                                                   |
| 1968      | ф  | Миллионы Мадигана                         | Madigan                                                       | шеф детективов Хэп Линч                                 |
| 1968      | ф  | Дикарь на улицах                          | Wild in the Streets                                           | Макс Джейкоб Флэтоу-старший                             |
| 1968      | тф | Удар, пас и молитва                       | A Punt, a Pass, and a Prayer                                  | Пит Джонсон                                             |
| 1968      | с  | Спасай свою жизнь                         | Run for Your Life                                             | шериф Парсонс (1 эпизод)                                |
| 1968      | с  | Оружие Уилла Соннетта                     | The Guns of Will Sonnett                                      | Фрэнк Стоувер (1 эпизод)                                |
| 1969      | с  | Высокий кустарник                         | The High Chaparral                                            | Телфорд Боррис (1 эпизод)                               |
| 1969      | с  | Менникс                                   | Mannix                                                        | Р. Эберхард (1 эпизод)                                  |
| 1969      | с  | Лансер                                    | Lancer                                                        | Тоби Дженкс (1 эпизод)                                  |
| 1969      | с  | Наименование игры                         | The Name of the Game                                          | начальник тюрьмы (1 эпизод)                             |
| 1969      | с  | Аутсайдер                                 | The Outsider                                                  | Элкинс (1 эпизод)                                       |
| 1969      | с  | Потом пришёл Бронсон                      | Then Came Bronson                                             | редактор Карсон (1 эпизод)                              |
| 1969—1972 | с  | Миссия невыполнима                        | Mission: Impossible                                           | разные роли (2 эпизода)                                 |
| 1970      | тф | Процесс в Андерсонвилле                   | The Andersonville Trial                                       | член военного суда                                      |
| 1970      | тф | Побег                                     | Breakout                                                      | Флетчер                                                 |
| 1970      | ф  | Жил-был обманщик                          | There Was a Crooked Man...                                    | Скиннер                                                 |
| 1970      | с  | Отряд «Стиляги»                           | The Mod Squad                                                 | Пол Лейкер (1 эпизод)                                   |
| 1971      | ф  | Билли Джек                                | Billy Jack                                                    | мистер Стюарт Познер                                    |
| 1971      | ф  | Злой Нивел                                | Evel Knievel                                                  | Док Кинкейд                                             |
| 1971      | с  | Лонгстрит                                 | Longstreet                                                    | лейтенант Райдер (1 эпизод)                             |
| 1971      | с  | Лесси                                     | Lassie                                                        | Зейн Мэддокс (1 эпизод)                                 |
| 1971      | с  | Семья Смит                                | The Smith Family                                              | Том Уивер (1 эпизод)                                    |
| 1971      | с  | Совместная работа                         | Getting Together                                              | комиссар полиции (1 эпизод)                             |
| 1972      | с  | Шестое чувство                            | The Sixth Sense                                               | профессор Калвин Блейк (1 эпизод)                       |
| 1972      | с  | Семья Партридж                            | The Partridge Family                                          | мистер Шарп (1 эпизод)                                  |
| 1972—1976 | с  | Кеннон                                    | Cannon                                                        | разные роли (2 эпизода)                                 |
| 1973      | тф | Это случилось в Виши                      | Incident at Vichy                                             | Маршан, бизнесмен                                       |
| 1973—1978 | с  | Барнаби Джонс                             | Barnaby Jones                                                 | разные роли (2 эпизода)                                 |
| 1974      | с  | Бумажная луна                             | Paper Moon                                                    | (1 эпизод)                                              |
| 1974      | с  | Оуэн Маршалл, адвокат                     | Owen Marshall, Counselor at Law                               | судья (1 эпизод)                                        |
| 1974      | с  | Макклауд                                  | McCloud                                                       | Пэки Киф (1 эпизод)                                     |
| 1974      | с  | Полицейская история                       | Police Story                                                  | Берт Коэн (1 эпизод)                                    |
| 1974      | с  | Шафт                                      | Shaft                                                         | пожарный следователь (1 эпизод)                         |
| 1975      | ф  | Предсмертный крик                         | Death Scream                                                  | детектив Росс                                           |
| 1975      | с  | Колчак: Ночной охотник                    | Kolchak: The Night Stalker                                    | капитан Экинс (1 эпизод)                                |
| 1975      | с  | Макмиллан и жена                          | McMillan & Wife                                               | Эдгар Уинфилд (1 эпизод)                                |
| 1975      | с  | Новобранцы                                | The Rookies                                                   | капитан Милт Хиршман (1 эпизод)                         |
| 1975—1976 | с  | Линкольн                                  | Lincoln                                                       | Эдвин Стэнтон (2 эпизода, мини-сериал)                  |
| 1976      | с  | Бронк                                     | Bronk                                                         | Трент (1 эпизод)                                        |
| 1976      | с  | Серпико                                   | Serpico                                                       | Джек Пауэлл (1 эпизод)                                  |
| 1976—1977 | с  | Улицы Сан Франциско                       | The Streets of San Francisco                                  | разные роли (2 эпизода)                                 |
| 1977      | тф | По делу Карен Энн Квинлан                 | In the Matter of Karen Ann Quinlan                            | доктор Джулиус Корейн                                   |
| 1977      | ф  | Любовь и ночной автосервис                | Love and the Midnight Auto Supply                             | мэр Джон Рэндольф                                       |
| 1977      | с  | Хантер                                    | Hunter                                                        | (1 эпизод)                                              |
| 1978      | ф  | Барракуда                                 | Barracuda                                                     | Папа Джек                                               |
| 1978      | ф  | До смерти                                 | Till Death                                                    | доктор Сойер                                            |
| 1978      | с  | Ангелы Чарли                              | Charlie's Angels                                              | Стамблер (1 эпизод)                                     |
| 1978      | с  | Как был завоёван запад                    | How the West Was Won                                          | Хэнк Джимсон (1 эпизод)                                 |
| 1979      | ф  | Норма Рэй                                 | Norma Rae                                                     | Сэм Дэйкин                                              |
| 1979      | с  | Спасение 1                                | Salvage 1                                                     | Сэм Бишоп (1 эпизод)                                    |
| 1980      | с  | Вегас                                     | Vega$                                                         | Тони Регози (1 эпизод)                                  |
| 1980      | с  | Скэг                                      | Skag                                                          | епископ (1 эпизод)                                      |
| 1981      | тф | Чарли и великая погоня за шаром           | Charlie and the Great Balloon Chase                           | Карло                                                   |
| 1981      | с  | Тёмная комната                            | Darkroom                                                      | папа Чарли (1 эпизод)                                   |
| 1982      | с  | Однажды за один раз                       | One Day at a Time                                             | доктор Тишман (1 эпизод)                                |
| 1982      | с  | Ударная сила                              | Strike Force                                                  | Саллищ (1 эпизод)                                       |
| 1982—1984 | с  | Каскадёры                                 | The Fall Guy                                                  | разные роли (2 эпизода)                                 |
| 1983      | с  | Рыцарь дорог                              | Knight Rider                                                  | Энтони Солан (1 эпизод)                                 |
| 1985      | с  | Быстрое течение                           | Riptide                                                       | Джессап Тейлор (1 эпизод)                               |
| 1986      | с  | ABC Специально после школы                | ABC Afterschool Specials                                      | Берт (1 эпизод)                                         |